# Guatemala en el Campeonato de Naciones de la Concacaf de 1967
La selección de fútbol de Guatemala fue uno de los seis equipos participantes en el torneo por entonces conocido como «Campeonato de Naciones de la Concacaf», en su edición de 1967. Dicho certamen se realizó en Honduras entre el 5 de marzo y el 19 de marzo de ese año, y se jugó en un sistema de todos contra todos.
Guatemala obtuvo la primera posición en la tabla estadística final, su mejor posición hasta la fecha.
Guatemala clasificó al Campeonato de Naciones luego de ganar el grupo clasificatorio en el Estadio Mateo Flores de Ciudad de Guatemala contra Panamá y Nicaragua a principios de febrero. Esta contaría con la participación de El Salvador y Costa Rica; sin embargo, ambos seleccionados se retiraron por desacuerdos con la organizadora, que era la Federación guatemalteca por discrepancias con las cantidades económicas a distribuir.
En el primer partido ya en el campeonato, fue contra el seleccionado de Haití, que después de ir perdiendo hasta el medio tiempo, vino Hugo "Tin tan" Peña e igualó las tablas, y dos minutos después, Manuel "Escopeta" Recinos puso el segundo y último tanto del encuentro, dejando ciertas dudas sobre el desempeño de Guatemala.
El segundo duelo fue el decisivo, ya que si le ganaban a México, se ponían como principal candidata a ganar el campeonato. El partido fue ríspido y estaban sacando un valioso empate y fue hasta el minuto 83', donde con pase filtrado de Rolando Valdez hacia Recinos, batió el arco rival y anotó el uno cero que ponía grandes esperanzas de ganar el encuentro que así terminaría.
Después, se vino un empate sin anotaciones contra los anfitriones Honduras, que pudo haber sido victoria si el árbitro no anulaba un gol a segundos antes de la segunda parte. México, que era el máximo perseguidor, ganó sus dos juegos siguientes y Guatemala hizo lo mismo, pero el título se definió a favor de los chapines que consiguieron un punto más que los mexicanos por aquella victoria de 1-0.
Todo el país guatemalteco estalló de alegría por dicho trofeo, recibiéndolos con festejos el presidente Julio César Méndez y otras 400,000 personas en el Aeropuerto Internacional La Aurora.

## Amistosos previos
La selección guatemalteca disputó tres partidos amistosos de cara a prepararse para clasificar al Campeonato de Naciones.
| Fecha                 | Lugar               |           |                      | Resultado |                      |           |
| --------------------- | ------------------- | --------- | -------------------- | --------- | -------------------- | --------- |
| 28 de febrero de 1966 | Ciudad de Panamá    | Panamá    | Bandera de Panamá    | 0:1       | Bandera de Guatemala | Guatemala |
| 18 de enero de 1967   | Ciudad de Guatemala | Guatemala | Bandera de Guatemala | 3:1       | Bandera de Honduras  | Honduras  |
| 22 de enero de 1967   | Tegucigalpa         | Honduras  | Bandera de Honduras  | 1:1       | Bandera de Guatemala | Guatemala |

## Clasificación
| Equipo      | Pts.          | PJ            | PG            | PE            | PP            | GF            | GC            | Dif           |
| ----------- | ------------- | ------------- | ------------- | ------------- | ------------- | ------------- | ------------- | ------------- |
| Guatemala   | 4             | 2             | 2             | 0             | 0             | 6             | 2             | 4             |
| Nicaragua   | 2             | 2             | 1             | 0             | 1             | 4             | 4             | 0             |
| Panamá      | 0             | 2             | 0             | 0             | 2             | 2             | 6             | -4            |
| Costa Rica  | Descalificado | Descalificado | Descalificado | Descalificado | Descalificado | Descalificado | Descalificado | Descalificado |
| El Salvador | Descalificado | Descalificado | Descalificado | Descalificado | Descalificado | Descalificado | Descalificado | Descalificado |

| 12 de febrero de 1967 | Guatemala                                  | 3:1 (2:1) | Panamá    | Estadio Mateo Flores, Ciudad de Guatemala |                           |
|                       | E. de León 2' · R. de León 5' · Roldán 85' |           | Romero 7' | Árbitro(s): Felipe Buergo                 | Árbitro(s): Felipe Buergo |

| 14 de febrero de 1967 | Guatemala                         | 3:1 (3:1) | Nicaragua        | Estadio Mateo Flores, Ciudad de Guatemala |                           |
|                       | Mendoza 24' (a.g.) · Peña 27' 42' |           | Ochoa 44' (a.g.) | Árbitro(s): Felipe Buergo                 | Árbitro(s): Felipe Buergo |

## Plantel
La lista de 23 jugadores fue elegida por el experimentado entrenador uruguayo Rubén Amorín.
| #    | Pos.                   | Nombre                 | Fecha de nacimiento (edad)        | Club                      |
| ---- | ---------------------- | ---------------------- | --------------------------------- | ------------------------- |
| 1    | POR                    | Julio García           | 23 de noviembre de 1945 (21 años) | Municipal                 |
| 2    | POR                    | Guillermo Gamboa       | 8 de abril de 1936 (30 años)      | Comunicaciones            |
| 3    | POR                    | Ignacio González       | 16 de junio de 1944 (22 años)     | Municipal                 |
| 4    | DEF                    | Alberto López Oliva    | 10 de marzo de 1944 (22 años)     | Municipal                 |
| 5    | DEF                    | Lijón de León          | 19 de abril de 1943 (23 años)     | Aurora                    |
| 6    | DEF                    | Henry Stokes           | 23 de enero de 1943 (24 años)     | Universidad de San Carlos |
| 7    | DEF                    | David Molina           | 1 de febrero de 1943 (24 años)    | Aurora                    |
| 8    | DEF                    | Roberto Ochoa          | 17 de abril de 1945 (21 años)     | Aurora                    |
| 9    | DEF                    | Horacio Hasse          | 13 de julio de 1945 (21 años)     | Municipal                 |
| 10   | DEF                    | René de León           | 15 de mayo de 1940 (26 años)      | Aurora                    |
| 11   | CEN                    | Jorge Roldán           | 16 de noviembre de 1940 (26 años) | Aurora                    |
| 12   | CEN                    | Hugo Torres            | 9 de julio de 1945 (21 años)      | Comunicaciones            |
| 13   | CEN                    | Rolando Valdez         | 22 de mayo de 1945 (21 años)      | Municipal                 |
| 14   | CEN                    | Jorge Hurtarte         | 23 de abril de 1944 (22 años)     | Universidad de San Carlos |
| 15   | CEN                    | Jerry Slusher          | 7 de noviembre de 1944 (22 años)  | Suchitepéquez             |
| 16   | CEN                    | Haroldo Cordón         | 15 de abril de 1939 (27 años)     | Aurora                    |
| 17   | CEN                    | Marco Fión             | 17 de enero de 1947 (20 años)     | Tipografía Nacional       |
| 18   | CEN                    | Eduardo de León        | 30 de octubre de 1933 (33 años)   | Universidad de San Carlos |
| 19   | DEL                    | Hugo Peña              | 6 de mayo de 1936 (30 años)       | Aurora                    |
| 20   | DEL                    | Nelson Melgar          | 22 de julio de 1945 (21 años)     | Comunicaciones            |
| 21   | DEL                    | Manuel Recinos         | 4 de febrero de 1944 (23 años)    | Aurora                    |
| 22   | DEL                    | José Rafael Godoy      | 15 de mayo de 1942 (24 años)      | Municipal                 |
| 23   | DEL                    | Daniel Salamanca       | 20 de enero de 1939 (28 años)     | Municipal                 |
| Ent. | Rubén Amorín           | Rubén Amorín           | Rubén Amorín                      | Rubén Amorín              |
| Ast. | Carlos Humberto Toledo | Carlos Humberto Toledo | Carlos Humberto Toledo            | Carlos Humberto Toledo    |

## Participación

### Tabla final
| Equipo            | Pts. | PJ | PG | PE | PP | GF | GC | Dif |
| ----------------- | ---- | -- | -- | -- | -- | -- | -- | --- |
| Guatemala         | 9    | 5  | 4  | 1  | 0  | 7  | 1  | 6   |
| México            | 8    | 5  | 4  | 0  | 1  | 10 | 1  | 9   |
| Honduras          | 6    | 5  | 2  | 2  | 1  | 4  | 2  | 2   |
| Trinidad y Tobago | 4    | 5  | 2  | 0  | 3  | 6  | 10 | -4  |
| Haití             | 2    | 5  | 1  | 0  | 4  | 5  | 9  | -4  |
| Nicaragua         | 1    | 5  | 0  | 1  | 4  | 3  | 12 | -9  |

### Partidos
| 6 de marzo de 1967 | Guatemala              | 2:1 (0:1) | Haití         | Estadio Nacional, Tegucigalpa                              |                                                            |
|                    | Peña 60' · Recinos 62' |           | Saint-Vil 21' | Asistencia: 12 000 espectadores Árbitro(s): Henry Landauer | Asistencia: 12 000 espectadores Árbitro(s): Henry Landauer |

| 10 de marzo de 1967 | Guatemala   | 1:0 (0:0) | México | Estadio Nacional, Tegucigalpa                                  |                                                                |
|                     | Recinos 83' |           |        | Asistencia: 25 000 espectadores Árbitro(s): Walter van Rosberg | Asistencia: 25 000 espectadores Árbitro(s): Walter van Rosberg |

| 12 de marzo de 1967 | Honduras | 0:0 | Guatemala | Estadio Nacional, Tegucigalpa                              |  |
|                     |          |     |           | Asistencia: 19 000 espectadores Árbitro(s): Henry Landauer |  |

| 14 de marzo de 1967 | Guatemala                   | 2:0 (1:0) | Trinidad y Tobago | Estadio Nacional, Tegucigalpa                                  |                                                                |
|                     | Roldán 35' · E. de León 79' |           |                   | Asistencia: 10 000 espectadores Árbitro(s): Walter van Rosberg | Asistencia: 10 000 espectadores Árbitro(s): Walter van Rosberg |

| 19 de marzo de 1967 | Guatemala             | 2:0 (2:0) | Nicaragua | Estadio Nacional, Tegucigalpa                            |                                                          |
|                     | Peña 5' · Recinos 23' |           |           | Asistencia: 18 324 espectadores Árbitro(s): Karl Stewart | Asistencia: 18 324 espectadores Árbitro(s): Karl Stewart |

|                               |
| Bandera de Guatemala          |
| Campeón Guatemala 1.er título |

## Goleadores
| Jugador         |   | PJ |
| --------------- | - | -- |
| Manuel Recinos  | 3 | 5  |
| Hugo Peña       | 2 | 5  |
| Eduardo de León | 1 | 4  |
| Jorge Roldán    | 1 | 5  |